# Слоковець
Слоковець (хорв. Slokovec) — населений пункт у Хорватії, в Вараждинській жупанії у складі міста Лудбрег.

## Населення
Населення за даними перепису 2011 року становило 257 осіб.
Динаміка чисельності населення поселення:

## Клімат
Середня річна температура становить 10,56 °C, середня максимальна – 25,30 °C, а середня мінімальна – -6,07 °C. Середня річна кількість опадів – 780 мм.
| Клімат поселення                              | Клімат поселення | Клімат поселення | Клімат поселення | Клімат поселення | Клімат поселення | Клімат поселення | Клімат поселення | Клімат поселення | Клімат поселення | Клімат поселення | Клімат поселення | Клімат поселення | Клімат поселення |
| Показник                                      | Січ.             | Лют.             | Бер.             | Квіт.            | Трав.            | Черв.            | Лип.             | Серп.            | Вер.             | Жовт.            | Лист.            | Груд.            |                  |
| Середній максимум, °C                         | 5,55             | 7,46             | 12,08            | 16,58            | 22,24            | 25,30            | 23,90            | 23,27            | 19,20            | 14,48            | 8,60             | 4,72             |                  |
| Середня температура, °C                       | −0,25            | 1,67             | 6,30             | 10,78            | 16,44            | 19,48            | 20,26            | 19,63            | 15,55            | 10,81            | 4,98             | 1,09             |                  |
| Середній мінімум, °C                          | −6,07            | −4,14            | 0,48             | 4,98             | 10,63            | 13,68            | 16,64            | 16,01            | 11,93            | 7,20             | 1,34             | −2,54            |                  |
| Норма опадів, мм                              | 39               | 39               | 48               | 60               | 70               | 88               | 83               | 78               | 75               | 69               | 76               | 55               |                  |
| Середньомісячна швидкість вітру, м/с          | 2.13             | 2.40             | 2.70             | 2.70             | 2.50             | 2.20             | 2.20             | 1.90             | 2.00             | 2.00             | 2.20             | 2.20             |                  |
| Середньомісячна сонячна радіація, кДж/м²·день | 3993             | 6747             | 10609            | 15031            | 19184            | 21125            | 21644            | 18999            | 14031            | 8669             | 4486             | 3257             |                  |
| --------------------------------------------- | ---------------- | ---------------- | ---------------- | ---------------- | ---------------- | ---------------- | ---------------- | ---------------- | ---------------- | ---------------- | ---------------- | ---------------- | ---------------- |
| Джерело:                                      |                  |                  |                  |                  |                  |                  |                  |                  |                  |                  |                  |                  |                  |